# Geoffrey Hylton Jarrett
Geoffrey Hylton Jarrett (* 1. Dezember 1937 in Kyneton, Victoria, Australien) ist ein australischer Geistlicher und emeritierter römisch-katholischer Bischof von Lismore.

## Leben
Der anglikanische Priester Geoffrey Hylton Jarrett konvertierte 1965 zur katholischen Kirche. Durch den Erzbischof von Hobart, Guilford Clyde Young, empfing er am 14. Mai 1970 in Sydney die Priesterweihe.
Papst Johannes Paul II. ernannte ihn am 9. Dezember 2000 zum Koadjutorbischof von Lismore. Die Bischofsweihe spendete ihm der Erzbischof von Sydney, Edward Bede Kardinal Clancy, am 22. Februar des 2001 in der St. Carthage’s Cathedral in Lismore; Mitkonsekratoren waren Francesco Canalini, Apostolischer Nuntius in Australien, und John Satterthwaite, Bischof von Lismore. Als Wahlspruch wählte er Supra firmam petram (Deutsch: Auf einem festen Fundament).
Mit dem Rücktritt John Satterthwaites folgte er diesem am 1. Dezember 2001 im Amt des Bischofs von Lismore nach und wurde am 12. Dezember desselben Jahres in das Amt eingeführt.
Papst Franziskus nahm am 20. Dezember 2016 seinen altersbedingten Rücktritt an.